# أندريا ديلا روبيا

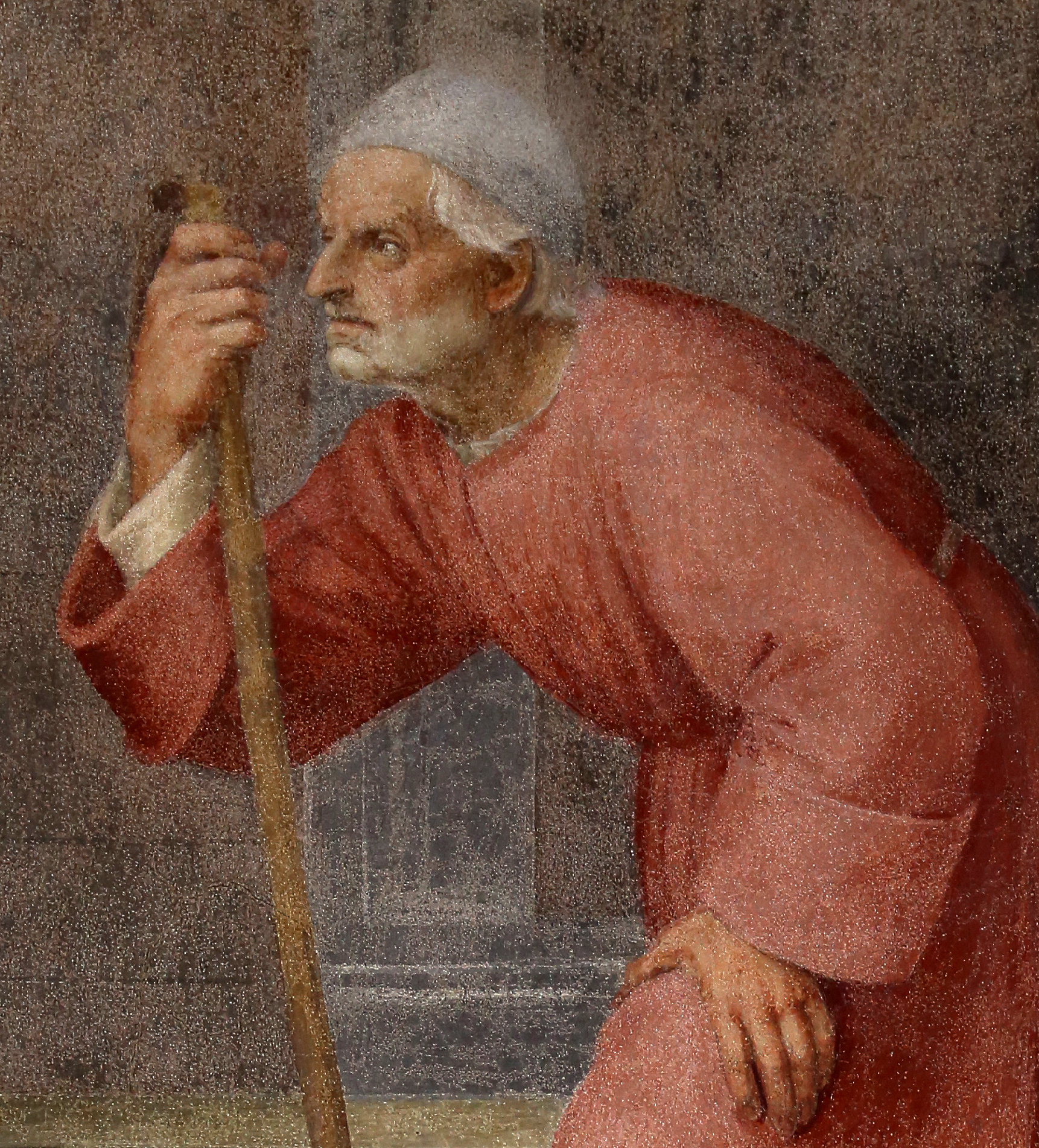
أندريا ديلا روبيا من أندريا ديل سارتو

أندريا ديلا روبيا. (24 أكتوبر 1435 - 4 أغسطس 1525) نحات من عصر النهضة الإيطالية، خاصة في صناعة الخزف وهو نجل النحات الإيطالي ماركو ديلا روبيا.

## روابط خارجية
- أندريا ديلا روبيا على موقع الموسوعة البريطانية (الإنجليزية)

- Andrea della Robbia at National Gallery of Art